# Giovanni Accorsi
Giovanni Accorsi (Ferrara, 18 luglio 1917 – Bengasi, 4 febbraio 1941) è stato un militare e aviatore italiano, decorato di Medaglia d'oro al valor militare alla memoria nel corso della seconda guerra mondiale, e di due Medaglie d'argento al valor militare nel corso della guerra di Spagna.

## Biografia
Nacque a Ferrara il 18 luglio 1917. Appassionatosi al mondo dell'aviazione, si arruolò nella Regia Aeronautica nel maggio 1935, come allievo sergente pilota. Promosso 1º Aviere tre mesi dopo, divenne sergente il 16 ottobre, assegnato in forza all'8º Stormo Bombardamento Terrestre di stanza sull'aeroporto di Poggio Renatico. Dopo la fine della guerra d'Etiopia chiese, ed ottenne, di partire per l'Africa Orientale Italiana per prendere parte alle operazioni di controguerriglia. Arrivò a Massaua il 19 gennaio 1937, venendo assegnato alla 62ª Squadriglia di Addis Abeba. Fu promosso sergente maggiore nel novembre dello stesso anno. Rimase in A.O.I. Per circa un anno, rientrando poi in Patria. Trasferito alla specialità caccia, chiese, ed ottenne, di partire volontario per combattere nella guerra civile spagnola. Arrivato in Spagna entrò a far parte della 25ª Squadriglia "La Cucaracha" del XVI Gruppo, meritandosi due Medaglie d'argento al valor militare e un encomio solenne. Promosso maresciallo nel marzo 1939, dopo l'entrata in guerra del Regno d'Italia combatté sul fronte occidentale.
Nell'agosto 1940 entrò in forza alla 366ª Squadriglia del 151º Gruppo Caccia Terrestre, equipaggiato con i Fiat C.R.42 Falco. Il 6 settembre partì da Caselle Torinese alla volta dell'Africa Settentrionale Italiana, giungendo a Castelbenito l'8 dello stesso mese.
Il 4 febbraio 1941 era impegnato in volo di recupero su un Caproni Ca.133 scortato  da 4 C.R.42 Falco pilotati da Guglielmo Chiarini, dal 1º aviere motorista Callerani, dal maresciallo Giulio Cesare e dal sergente Antonio Camerini. Nel cielo sopra Barce l'aereo da trasporto fu intercettato a 150 metri di quota da un gruppo di Hawker Hurricane Mk.I, la B Flight del No. 73 Squadron  composta dal Pilot Officer George Goodman, Pilot Officer J. B. 'Chips' McColl e Pilot Officer Ken M. Millist. Il Ca.133 fu colpito e danneggiato gravemente da McColl, e cercò di compiere un atterraggio di emergenza, ma l'aereo si fracassò al suolo ed entrambi gli aviatori a bordo morirono. Mentre gli Hurricane stavano abbattendo il Caproni, Chiarini e gli altri due piloti di C.R.42 (meno armati e potenti degli Hurricane) si lanciarono sui caccia nemici , ma i piloti inglesi li videro arrivare e virarono per affrontarli . Nel violento combattimento che ne seguiva, Chiarini veniva abbattuto in fiamme ed ucciso da George Goodman (vittoria numero sette delle 10 totalizzate durante la guerra), che volava sul caccia Hurricane Mk.I matricola V7716 "TP-U" e che dichiarò l'abbattimento di un C.R.42 che stava attaccando McColl.
Alla memoria di Accorsi e Chiarini, venne assegnata la Medaglia d'oro al valor militare, massima decorazione italiana

### Annotazioni
1. ↑  L'aereo doveva recuperare il pilota di un C.R.42 della 368ª Squadriglia, che per un guasto al motore non era riuscito a rientrare alla base e fu costretto ad atterrare sulla pista di Barce, campo ormai sotto il tiro dei cannoni nemici, e che entro breve tempo sarebbe stato occupato dagli inglesi.

### Fonti
1. ↑  Gruppo Medaglie d'Oro al Valor Militare 1965, p. 562.
2. ↑  Ufficio Storico Stato Maggiore dell'Aeronautica 1969, p. 120.
3. 1 2 3 4 5  Combattenti Liberazione.
4. 1 2 3 4  Surfcity.
5. 1 2 3 4  Mattioli, Holmes 2010, p. 36.
6. ↑  Ufficio Storico dell'Aeronautica Militare 1969, p. 180.
7. ↑  Mattioli, Holmes 2010, p. 37.
8. 1 2  Ufficio Storico dell'Aeronautica Militare 1969, p. 181.
9. ↑  Sito web del Quirinale: dettaglio decorato.